# Raionul Kalînivka, Vinnița
Kalînivka (în ucraineană Калинівський район, transliterat: Kalînivskîi raion) este un raion în regiunea Vinnița, Ucraina. Reședința sa este orașul Kalînivka.

## Demografie
Componența lingvistică a raionului Kalînivka
     Ucraineană (97,75%)
     Rusă (1,97%)
     Alte limbi (0,17%)
Conform recensământului din 2001, majoritatea populației raionului Kalînivka era vorbitoare de ucraineană (97,75%), existând în minoritate și vorbitori de rusă (1,97%).